# Цезар Кјуј
Цезар Антонович Кјуј (рус. Це́зарь Анто́нович Кюи́; 18. јануар 1835 — 13. март 1918) је био руски композитор и музички критичар француског, пољског и литванског порекла. По професији је био армијски официр (уздигао се до чина инжењерског генерала Руске императорске војске) и професор утврђивања. Био је члан Велике петорке, групе руских комозитора под вођством Милија Балакирјева, посвећена компоновању специфичног руског типа музике. Завршио је инжењерску школу, али се посветио музици. Био је најпознатији по својим соло песмама. Критиковао је своје сараднике, па је и напустио Велику петорку.

## Биографија

### Васпитање и каријера
Цезар-Бењаминус Кјуј је рођен у Вилњусу, Губернија Вилно Руског царства (сада Вилњус, Литванија) у римокатоличкој породици француског и пољско-литванског порекла, као најмлађе од петоро деце. Првобитни француски правопис његовог презимена био је „Queuille“. Његов отац Француз, Антоан (Антон Леонардович) Кјуј, ушао је у Русију са Наполеоновом војском; 1812. је повређен у бици код Смоленска и после пораза се настанио у Виљнусу. Оженио се локалном племкињом Јулијом Гучевич. Неки извори указују да је њен отац био литвански архитекта Лауринас Гучевичиус.
Млади Цезар је одрастао учећи француски, пољски, руски и литвански. Као гимназијалац у Вилну, 1850. похађао је часове музике код Станислава Моњушка. Касније те године, пре него што је завршио гимназијско образовање, Кјуј је послат у Санкт Петербург да се припреми за упис у Главну инжењерску школу, што је урадио следеће године са 16 година. Академију је завршио 1855. године, а после усавршавања на Николајевској инжењерској академији, сада Војном инжењерско-техничком универзитету, започео је војну каријеру 1857. године као инструктор у фортификацијама. Његови ученици током деценија укључивали су неколико чланова царске породице, међу којима је био Николај II. Кјуј је на крају завршио као предавач на три војне академије у Санкт Петербургу. Кјујево проучавање утврђења прекаљено на фронту током Руско-турског рата 1877–1878 показало се важним за његову каријеру. Као стручњак за војна утврђења, Кјуј је на крају стекао академски чин професора 1880. и војни чин генерала 1906. године. Његови списи о утврђењима укључивали су уџбенике који су били широко коришћени, у неколико узастопних издања (видети библиографију испод).

### Професионални живот у музици
Упркос својим достигнућима као професионални војни академик, Кјуј је најпознатији на Западу по свом 'другом' животу у музици. Као дечак у Виљнусу похађао је часове клавира, проучавао Шопенова дела и почео да компонује мале комаде са четрнаест година. У неколико месеци пре него што је послат у Петерсбург, успео је да присуствује лекцијама из теорије музике код пољског композитора Станислава Моњушка, који је у то време боравио у Виљнусу. Куијев музички правац се променио 1856. године, када је упознао Мили Балакирева и почео озбиљније да се бави музиком.
Иако је у слободно време компоновао музику и писао музичке критике, Кјуј се показао као изузетно плодан композитор и фељтониста. Његов јавни „деби” као композитора догодио се 1859. извођењем његовог оркестарског Скерца, оп. 1, под диригентском палицом Антона Рубинштајна и под покровитељством Руског музичког друштва. Године 1869, одржано је прво јавно извођење Кјуијеве опере; ово је био његов Вилијам Ретклиф (по трагедији Хајнриха Хајна); али то на крају није имало успеха, делимично због грубости његових сопствених писања у музичкој штампи. Све осим једне његове опере компоноване су на руске текстове; једини изузетак, Le flibustier (по комаду Жана Ришепена), премијерно је изведена у Опера-Комику у Паризу 1894. (двадесет пет година после Ратклифа), али ни то није успело. Куијева успешнија сценска дела током његовог живота била су једночинка комична опера Мандаринов син (јавно изведена 1878), Кавкаски заточеник у три чина (1883), заснована на Пушкину, и једночинка Mademoiselle Fifi (1903), заснована на Ги де Мопасану. Осим Флибустијеа, једине друге Куијеве опере које је за живота изводио ван Руске империје биле су Кавкаски заточеник (у Лијежу, 1886) и опера за децу Мачак у чизмама (у Риму, 1915).
Кјујеве активности у музичком животу укључивале су и чланство у комисији за оперску селекцију у Маријинском театру; ово ограничење је окончано 1883. године, када су он и Римски-Корсаков напустили комитет у знак протеста због његовог одбацивања Хованшчине Мусоргског. Током 1896–1904 био је директор петербуршког огранка Руског музичког друштва.
Међу многим музичарима које је Кјуј познавао у свом животу, Франц Лист се заузима значајно место. Лист је доста високо ценио музику руских композитора; за Кјујјеву оперу Вилијам Ретклиф изразио је неке од највећих похвала. Куијева књига La musique en Russie и његова Свита за клавир, оп. 21, посвећене су старијем композитору. Поред тога, Куијева Тарантела за оркестар, оп. 12, представљала је основу за Листову последњу клавирску транскрипцију.
Две личности од директног значаја за Кјујја биле су жене које су биле посебно посвећене његовој музици. У Белгији, грофица де Мерси-Аржанто (1837–1890) била је најутицајнија у омогућавању постављања Кавкаског заробљеника 1885. године. У Москви је Марија Керзина, са својим супругом Аркадијем Керзином, 1896. године је основала Круг љубитеља руске музике, извођачко друштво, које је почело 1898. да на својим концертима даје посебно место Куијевим делима, међу делима других руских композитора.
У тако дугом и активном музичком животу као што је Кјујев, било је много признања. Крајем 1880-их и почетком 1890-их неколико страних музичких друштава одликовало је Кјуја чланством. Убрзо након постављања Ле Флибустира у Паризу, Кјуј је изабран за дописног члана Француске академије и награђен је крстом Легије части. Године 1896, Белгијска краљевска академија за књижевност и уметност га је учинила чланом. Године 1909. и 1910. одржани су догађаји у част Кјујеве 50. годишњице као композитора.

### Породица
Кјуј се оженио Малвином Рафајловном Бамберг (рус. Мальвина Рафаиловна Бамберг) 1858. године. Упознао ју је у кући Александра Даргомижског, од кога је узимала часове певања. Међу музичким делима која јој је Кјуј посветио је рани Скерцо, оп. 1 (1857), који користи теме засноване на њеном девојачком презимену (BAmBErG) и његовим сопственим иницијалима (C. C.), и комичној опери Мандаринов син. Цезар и Малвина су имали двоје деце, Лидију и Александра. Лидија, аматерска певачица, удала се и имала сина по имену Јуриј Борисович Аморети; у периоду пре Октобарске револуције Александар је био члан руског Сената.

### Последње године и смрт
Године 1916, композитор је ослепео, иако је и даље могао да компонује мале комаде помоћу диктата. Кјуј је умро 13. марта 1918. од церебралне апоплексије и сахрањен је поред своје супруге Малвине (која је умрла 1899. године) на Смоленском лутеранском гробљу у Петрограду (данас Санкт Петербург). Године 1939, његово тело је поново сахрањено на Тихвинском гробљу у манастиру Александра Невског, да би лежало поред осталих чланова Петорице.